# Mister Napule/'A sunnambula
Mister Napule/'A sunnambula è un singolo in lingua napoletana di Aurelio Fierro, pubblicato nel 1957 su 45 giri.

## Tracce
Edizioni musicali La Canzonetta.
1. Mister Napule (testo: Carlo Vinci – musica: Tarcisio Fusco)
2. 'A sunnambula (testo: Gigi Pisano – musica: Eduardo Alfieri)

Durata totale: 0:00

## 'A sunnambula
Scritta da Gigi Pisano e musicata da Eduardo Alfieri, 'A sunnambula fu cantata per la prima volta da Aurelio Fierro.
Il testo parla di Carmela, il cui amore per il giovane, io narrante della  canzone, è ostacolato dai genitori (fra cui don Arcangelo, suo padre). La ragazza non si perde di coraggio è trova una soluzione: finge di fare la sonnambula e, alle undici di sera, passeggia sui tetti dove l'aspetta il suo innamorato.
Dalla canzone fu tratto il film Carmela è una bambola, del 1958, diretto da Gianni Puccini, con Nino Manfredi, Marisa Allasio, Carlo Taranto, e Ugo D'Alessio. Nel film i titoli di testa e di coda sono accompagnati dalla versione di 'A sunnambula di Sergio Bruni.
Tra i cantanti che hanno poi reinterpretato il brano vi sono:
- Claudio Villa
- Renato Carosone
- Mario Trevi (con i Lunabianca)
- Renzo Arbore e l'Orchestra Italiana
- Sergio Bruni
- Nino Nipote
- Gloriana